# Derrick Jones (giocatore di football americano)
Derrick Jones (Eupora, 4 dicembre 1992) è un giocatore di football americano statunitense che milita nel ruolo di cornerback nei New Orleans Breakers della USFL.

## Carriera

### New York Jets
Jones al college giocò a football con gli Ole Miss Rebels dal 2013 al 2016. Fu scelto nel corso del sesto giro (204º assoluto) nel Draft NFL 2017 dai New York Jets. Debuttò come professionista subentrando nella gara del quinto turno vinta contro i Cleveland Browns per 17-14 senza fare registrare alcuna statistica.